# Georg Zimmermann (Jurist)
Georg Zimmermann (* 30. März 1968 in Mönchengladbach) ist ein deutscher Jurist. Er ist seit dem 1. März 2024 Richter am Bundesgerichtshof.

## Leben und Wirken
Zimmermann studierte von 1989 bis 1994 Rechtswissenschaften an der Universität Bielefeld. Dort wurde er 2001 mit der von Otto Backes betreuten strafprozessualen Schrift Staatliches Abhören zum Dr. iur. promoviert. Bereits im Jahr zuvor war er in den höheren Justizdienst des Landes Nordrhein-Westfalen eingetreten und wurde dort zunächst an den Amtsgerichten Bielefeld und Halle (Westfalen) eingesetzt. 2003 wurde er am Landgericht Bielefeld zum Richter auf Lebenszeit ernannt. Von Oktober 2007 bis September 2010 war Zimmermann als wissenschaftlicher Mitarbeiter an den Bundesgerichtshof abgeordnet. Anschließend kehrte er an das Landgericht Bielefeld zurück, wurde dort zum Vorsitzenden Richter am Landgericht befördert und übernahm den Vorsitz mehrerer Strafkammern, zuletzt einer Schwurgerichtskammer.
Im März 2023 wurde Zimmermann zum Richter am Bundesgerichtshof gewählt. Am 1. März 2024 wurde er zum Richter am Bundesgerichtshof ernannt und zunächst dem 2. Strafsenat zugewiesen.